# Axel Londen
Axel Fredrik Londen (ur. 5 sierpnia 1859 w Hamina, zm. 8 września 1928 w Helsinkach) – fiński strzelec, medalista olimpijski.

## Życiorys
Był synem wikariusza Karla Fredrika oraz Emilii Nordenstreng. Ukończył Svenska normallyceum i Helsingfors, a w 1886 roku studia prawnicze na Uniwersytecie Helsińskim. W 1889 roku uzyskał tytuł varatuomari. W późniejszych latach był biznesmenem w Helsinkach.
Członek komitetu honorowego Letnich Igrzysk Olimpijskich 1908. Na Letnich Igrzyskach Olimpijskich 1912 wystąpił w trzech konkurencjach. Indywidualnie osiągnął 18. miejsce w rundzie pojedynczej do sylwetki jelenia. W zawodach drużynowych zdobył wraz z kolegami z reprezentacji brązowy medal, osiągając przedostatni rezultat wśród fińskich strzelców (skład zespołu: Axel Londen, Ernst Rosenqvist, Nestori Toivonen, Iivo Väänänen). Ponadto zajął 5. miejsce w drużynowych zawodach w trapie, zdobywając najmniej punktów spośród sześciu fińskich zawodników. 
Dwukrotnie żonaty. W latach 1895–1919 jego małżonką była Valborg Ferlmann, a od 1920 roku Maria Elisabet Magnuson.

## Wyniki

### Igrzyska olimpijskie
| Igrzyska       | Konkurencja                                     | Wynik                                 | Miejsce | Źródło |
| -------------- | ----------------------------------------------- | ------------------------------------- | ------- | ------ |
| Sztokholm 1912 | Runda pojedyncza do sylwetki jelenia            | 312 pkt.                              | 18      | [ 6 ]  |
| Sztokholm 1912 | Runda pojedyncza do sylwetki jelenia, drużynowo | 123 pkt. (druż.) 29 pkt. (ind.)       |         | [ 4 ]  |
| Sztokholm 1912 | Trap drużynowo                                  | 233 pkt. (druż.) 32 pkt. ind. (11–21) | 5       | [ 5 ]  |